# Acantholimon sackenii
Acantholimon sackenii är en triftväxtart som beskrevs av Aleksandr Andrejevitj Bunge. Acantholimon sackenii ingår i släktet Acantholimon och familjen triftväxter. Inga underarter finns listade i Catalogue of Life.